# Силла, Мохаммед
Мохамме́д (Момо́) Силла́ (фр. Mohammed «Momo» Sylla; 13 марта, 1977, Баморо, Буаке) — гвинейский футболист, родившийся в Кот-д’Ивуаре.

## Карьера
Силла родился в Кот-д’Ивуаре, в большой семье, у него было 2 брата и три сестры. Когда Силле было 10 лет, его родители, мать Массиами Бамба и отец, решили уехать из Африки в Париж. Где Силла и вырос.
Силла начал свою карьеру в клубе второго французского дивизиона «Кретёй» в 1995 году. В возрасте 18-ти лет он перешёл в «Гавр», где с перерывом на сезон, в котором он был в аренде в клубе «Олимпик (Нуази-Ле-Сек)», Силла выступал 3 сезона. Затем он играл за «Ле-Ман». Потом Силла уехал в Шотландию, где играл за «Сент Джонстон» из которого он был продан за 750 000 фунтов в «Селтик» в августе 2001 года. В «Селтике» Силла не был игроком основы, но часто выходил на поле со скамьи запасных, как в финале Кубка УЕФА, проигранном «Селтиком» клубу «Порту» 2:3, и заменял травмированных игроков. В 2005 году Силла перешёл в английский клуб «Лестер Сити», а последней командой Силлы стал шотландский «Килмарнок».
В сборной Гвинеи Силла провёл 2 матча и был в заявке команды на Кубке Африканских наций 2006.